# راجر مولینز

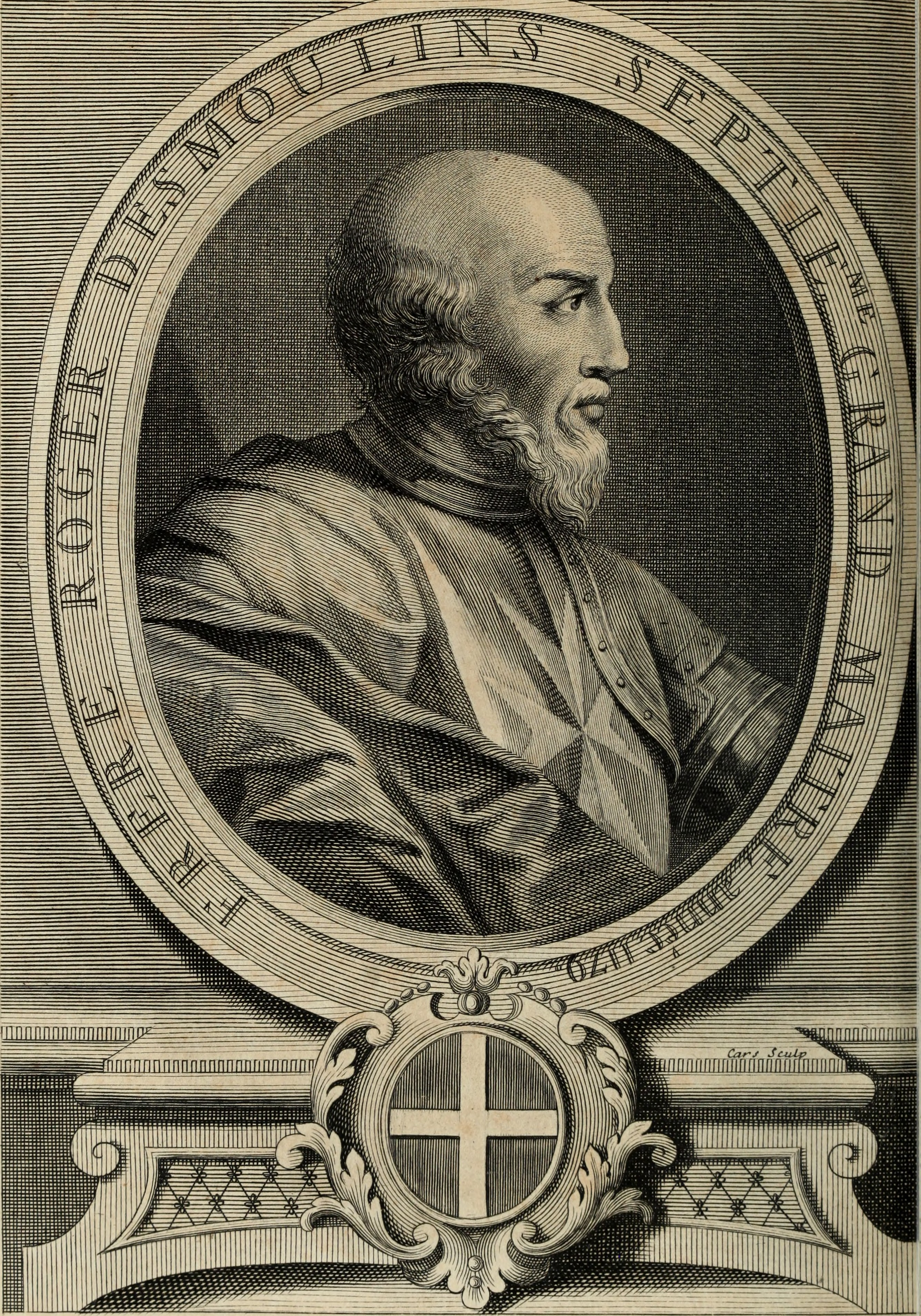
راجر مولینز، فرمانده و شوالیه هوسپیتالر - ۱۷۲۶

راجر مولینز (به انگلیسی: Roger de Moulins)، یک از فرماندهان و شوالیه‌های هوسپیتالر از سال ۱۱۷۷ تا ۱۱۸۷ میلادی بود. وی جانشین یوبرت سوریه بود که طی نبردی با نیروهای ایوبی در سال ۱۱۸۷ میلادی کشته شد.